# Hans Wielander
Hans Wielander (geboren 1937 in Schlanders) ist ein Südtiroler Kulturjournalist. 

## Leben
Hans  Wielander studierte an den Universitäten Wien, Bonn und Innsbruck, wo er 1972 mit einer Dissertation über den Atheismus bei Nicolai Hartmann promoviert wurde. Er wirkte als Lehrer am Realgymnasium in Schlanders. Wielander hat eine Anzahl von landeskundlichen Beiträgen über Südtirol veröffentlicht. Seit 1976 leitet er die Redaktion der Südtiroler Kulturzeitschrift Arunda. Anlässlich deren vierzigjährigen Jubiläums wurde er als  „Geburtshelfer, Kopf, Anreger, Zuträger und Geldeintreiber der Kulturzeitschrift“ bezeichnet.

## Beiträge (Auswahl)
- Der weiße Tisch: Geschichten einer Südtiroler Familie (Arunda 97). Verlag Bibliothek der Provinz, Weitra 2020, ISBN 978-3-99028-909-9.
- Herbert Rosendorfer, Karin Welponer, Hans Wielander: Erdanken – Gerinnerung. Edition Raetia, Bozen 2006.
- Reiner Schiestl: Der Schweif des Kometen – die Offenbarung des Johannes. Sichtweisen. Arunda, Schlanders 2001.
- Wege zur Romanik, Löwenzahn, Innsbruck-Bozen 2001.
- Der Vinschgau. Athesia, Bozen 1997. (it.: Val Venosta, Bolzano: Casa Ed. Athesia 1997)
- Udo Bernhart (Fotogr.); Hans Wielander (Erzählungen); Sebastian Marseiler (Bildtexte): Überleben: Bilder aus der Welt der Südtiroler Bergbauern. Bozen: Tappeiner-Verl. 1988.
- Das Kreuz mit der Identität. Arunda, Schlanders 1981.
- Karl Gruber: Aubet, Cubet, Quere: die Wallfahrt zu den heiligen drei Jungfrauen von Meransen. Ein Bildheft. Arunda, Schlanders 1978.
- Der Vinschgauer Sonnenberg. Arunda, Schlanders 1977.